# 福煦大街 (南锡)
福煦大街（Avenue Foch）是法国洛林南锡的一条街道，得名于費迪南·福煦元帅。
福煦大街为东西走向，连接南锡城站、霞飞大道（Boulevard Joffre）与Commanderie广场（place de la Commanderie）。其西端已进入市镇拉克苏。

## 建筑
- 41号 : 保罗·雅克医生府（Maison du Docteur Paul Jacques），1979年列为历史古迹[1]。
- 45号 : Maison Loppinet, 1976年列为历史古迹[2]。
- 69号 : 伦巴第大楼（Immeuble Lombard），1996年列为历史古迹[3]。
- 71号 : Immeuble France-Lanord, 1998年列为历史古迹[4]。
- 84号 : Tour de la Commanderie塔，1927年列为历史古迹[5]。

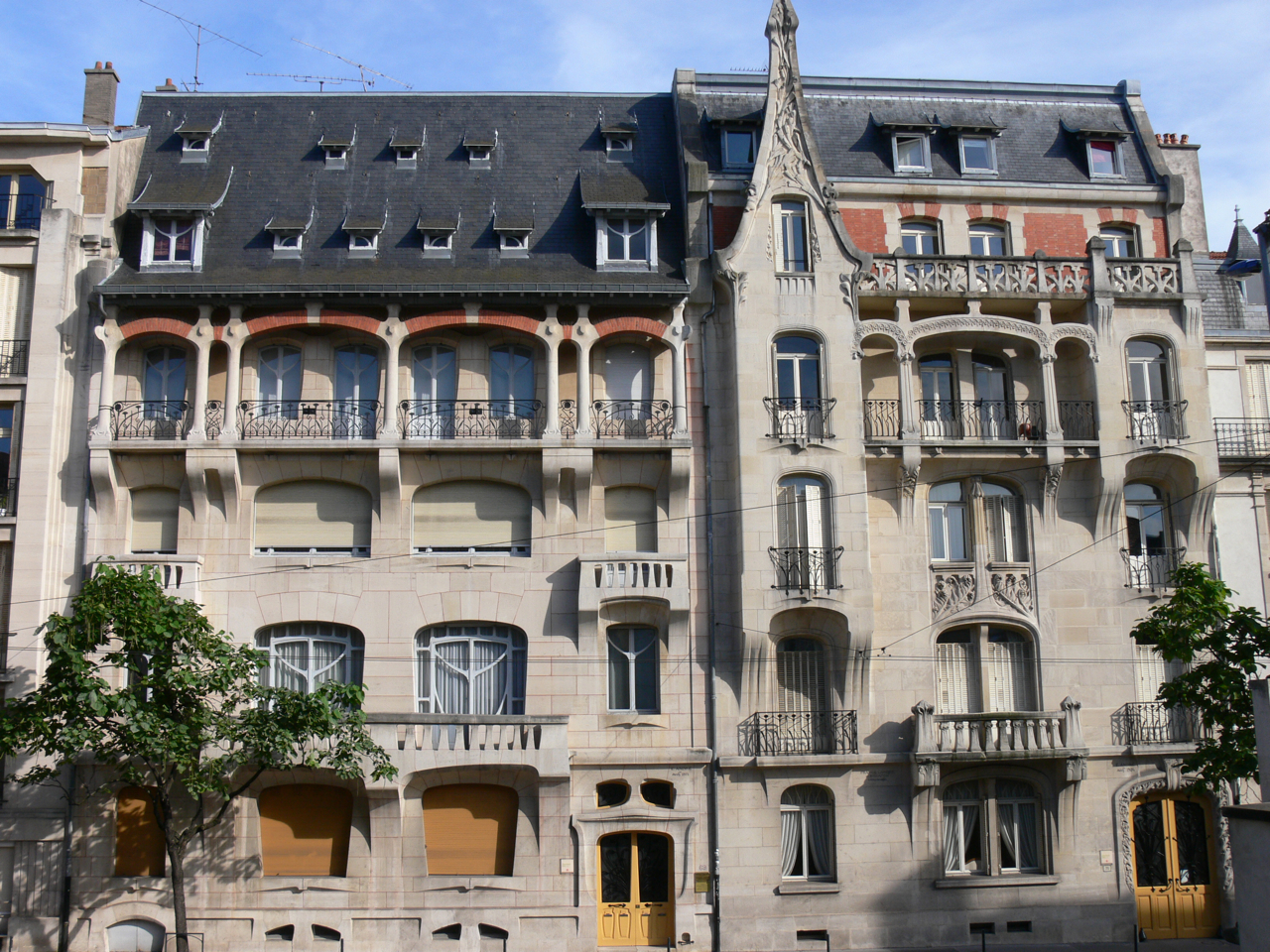
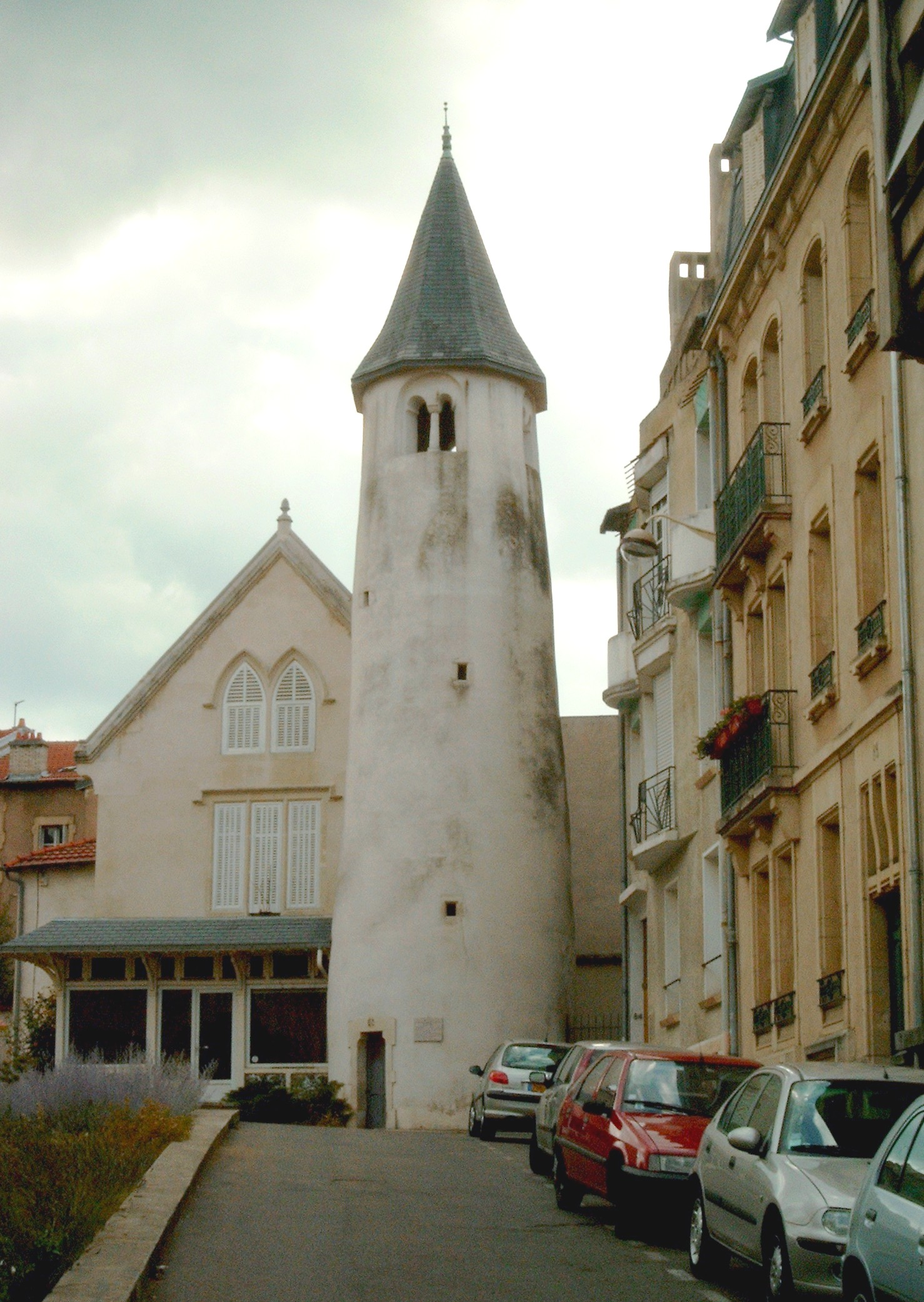
Tour de la Commanderie, 84号
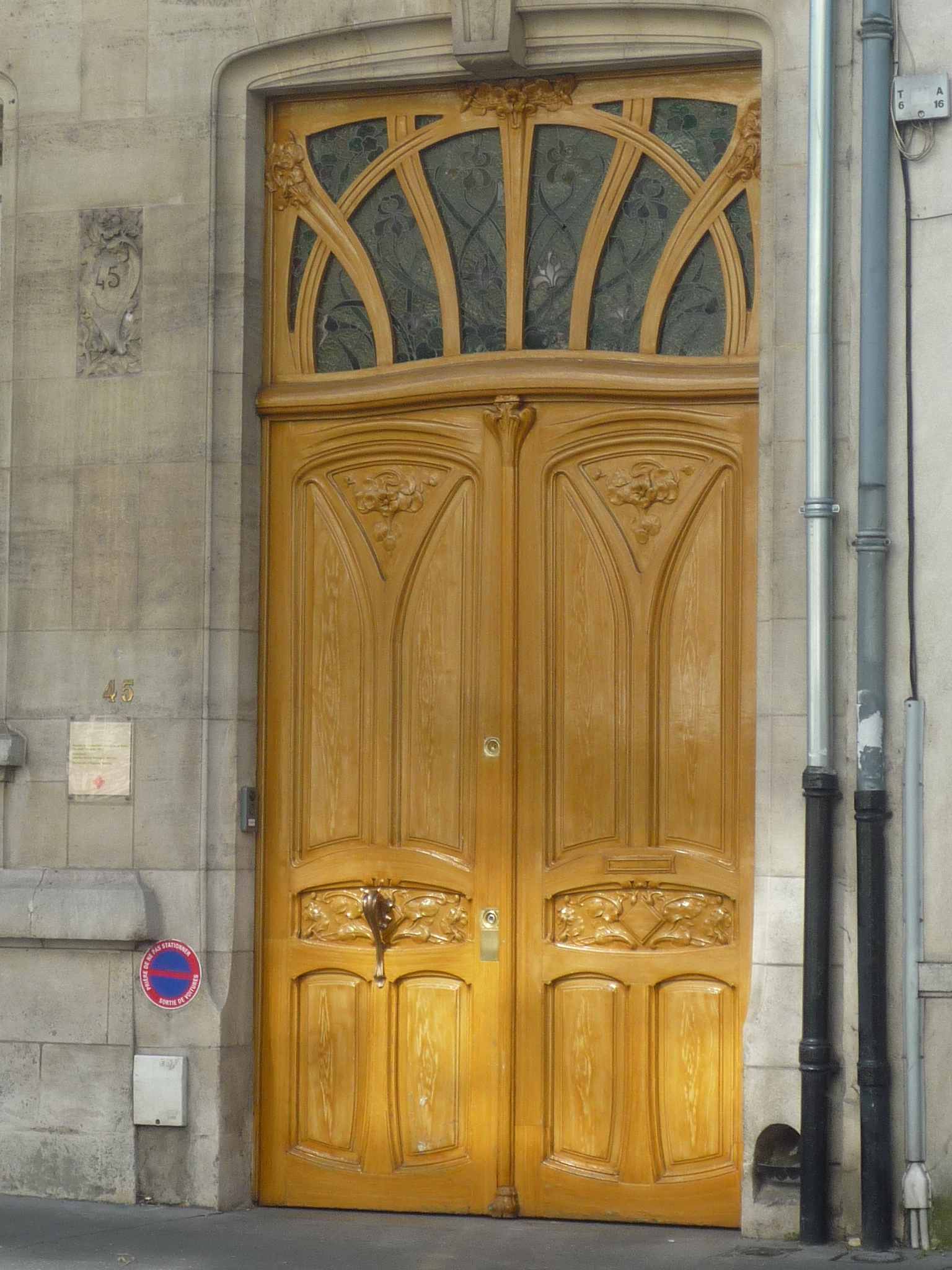